# Condado de Richland (Dakota del Norte)
El condado de Richland (en inglés: Richland County, North Dakota), fundado en 1873, es uno de los 53 condados del estado estadounidense de Dakota del Norte. En el año 2000 tenía una población de 17 998 habitantes y una densidad poblacional de 5 personas por km². La sede del condado es Wahpeton.

## Geografía
Según la Oficina del Censo, el condado tiene un área total de 3745 km² (1445,9 mi²), de la cual 3722 km² (1437,1 mi²) es tierra y 23 km² (8,9 mi²) es agua.

### Condados adyacentes
- Condado de Cass (norte)
- Condado de Wilkin (este)
- Condado de Traverse (sureste)
- Condado de Roberts (sur)
- Condado de Sargent y Condado de Ransom (oeste)

## Demografía
En el 2000 la renta per cápita promedia del condado era de $36 098, y el ingreso promedio para una familia era de $45 484. El ingreso per cápita para el condado era de $16 478. En 2000 los hombres tenían un ingreso per cápita de $30 829 versus $20 310 para las mujeres. Alrededor del 10.40% de la población estaba bajo el umbral de pobreza nacional.
| 1880 | 1890   | 1910   | 1920   | 1930   | 1940   | 1950   | 1960   | 1970   | 1980   | 1990   | 2000   | Est. 2009 |
| ---- | ------ | ------ | ------ | ------ | ------ | ------ | ------ | ------ | ------ | ------ | ------ | --------- |
| 3597 | 10 751 | 17 387 | 19 659 | 21 008 | 20 519 | 19 865 | 18 824 | 18 089 | 19 207 | 18 148 | 17 998 | 16 067    |

## Mayores autopistas
| - Interestatal 29 | - Carretera de Dakota del Norte 11 - Carretera de Dakota del Norte 13 - Carretera de Dakota del Norte 18 | - Carretera de Dakota del Norte 27 - Carretera de Dakota del Norte 46 - Carretera de Dakota del Norte 127 |

## Lugares

### Ciudades
- Abercrombie
- Barney
- Christine
- Colfax
- Dwight
- Fairmount
- Great Bend
- Hankinson
- Lidgerwood
- Mantador
- Mooreton
- Wahpeton
- Walcott
- Wyndmere

Nota: todas las comunidades incorporadas en Dakota del Norte se les llama "ciudades" independientemente de su tamaño

### Municipios
| - Municipio de Abercrombie - Municipio de Antelope - Municipio de Barney - Municipio de Barrie - Municipio de Belford - Municipio de Brandenburg - Municipio de Brightwood - Municipio de Center - Municipio de Colfax - Municipio de Danton - Municipio de Devillo - Municipio de Dexter | - Municipio de Duerr - Municipio de Dwight - Municipio de Eagle - Municipio de Elma - Municipio de Fairmount - Municipio de Freeman - Municipio de Garborg - Municipio de Grant - Municipio de Greendale - Municipio de Helendale - Municipio de Homestead - Municipio de Ibsen | - Municipio de LaMars - Municipio de Liberty Grove - Municipio de Mooreton - Municipio de Moran - Municipio de Nansen - Municipio de Sheyenne - Municipio de Summit - Municipio de Viking - Municipio de Walcott - Municipio de Waldo - Municipio de West End - Municipio de Wyndmere |